# 桂春団治 (4代目)
4代目 桂 春団治（かつら はるだんじ、1948年7月20日 - ）は、大阪府北河内郡寝屋川町（現・寝屋川市）出身の落語家。
桂春団治の当代である。所属事務所は松竹芸能。上方落語協会相談役。本名∶山城 彰。出囃子は「野崎」。

## 来歴
大阪府立桜塚高等学校在学中の1965年10月、3代目桂春団治宅に電話し入門志願した。しかし春団治から「わしの家はうどん屋やない」とつき返され、数日後に道頓堀角座で出待ちし弟子入りした。高座名は桂春章。1967年3月に高校卒業後、正式に入門し内弟子生活を送る。初舞台は1968年の新世界新花月だったが、途中で施設が火事になった。
1968年2月に4代目桂春之助に改名。テレビ番組「2時のワイドショー」では、ミヤコ蝶々から「はるさん」と呼ばれ、ダメ出しをされる役割で知られた。また長髪であった。6代目笑福亭松鶴から2度稽古を付けてもらったことがあるという。この時代に酒の相手に呼ばれて松鶴の家で飲んでいたところ、春団治から叱責する電話がかかりそれを松鶴が取って「俺は春之助と楽しく酒を飲んでたんや。何を四の五の抜かす! 」と返し、松鶴の弟子になることを勧められたこともあった。1991年2月、タクシー待ちをしている際に乗車しようとしたタクシーが後続の乗用車に追突され、はずみで飛び出したタクシーと前の車との間に体を挟まれるという事故に遭う。このとき、脳挫傷や全身骨折などの傷を負い一時意識不明の重体となり、生死の境をさまようが、開頭手術をすることなく脳が元の形に戻るという驚異の回復力を見せ、その後奇跡的に芸能界へ復帰。1993年4月に桂春之輔へ改名。出囃子は「月宮殿鶴亀」であった。
2007年からは、大阪市立大学において春団治一門が講演する授業「大阪落語への招待」に主任講師として参加。授業には学生とともに一般市民も聴講し、大阪落語への関心の高さを示した。
2017年2月2日、2018年春に師匠の名跡を継承し、桂春団治を4代目として襲名することが発表された。春之輔は春団治の名を「先代限りにした方が良いのではと考えたが、（生前の）師匠は『この名を（誰かが）継いでいかんとあかん』と仰っていたので」と語り、襲名の意思を固めたことを襲名発表記者会見にて明らかにしている。襲名を控えた2017年12月25日、襲名興行成功を祈願して大阪天満宮に参拝し、この際に天満天神繁昌亭から天満宮まで3代目春団治にもゆかりの「赤い人力車」に乗っている。2018年2月11日、松竹座（大阪市）での襲名披露公演初日を以て正式に4代目桂春団治を襲名した。襲名に際して、出囃子を先代と同じ「野崎」に変更している。

## 人物

桂春團治一門定紋「花菱」

弟弟子の桂春彦が板東英二に対して恐喝未遂を起こして有罪判決を受けた際、春彦を落語家としてやり直させたいとコメント。実際に春彦を付き人修行させたことがある。
「春団治一門（上方落語界）のフィクサー」と呼ばれ桂三枝（現：6代桂文枝）の上方落語協会会長就任後、桂ざこばに協会復帰を働きかけ（ざこばの回想談による）や桂春秋に「梅團治」の襲名を薦めたりなど現在も同協会の幹事長として一門、落語界の隆盛に力を注いでいる。

## 演目
「死ぬなら今」は得意演目の一つだが、若いころ、3代目桂文我に稽古を乞うたところ、「早すぎる」と退けられた経緯がある。

## 弟子
- 2代目桂春之輔
- 桂咲之輔
- 桂寅之輔

## 出演番組
- ヒットでヒット バチョンといこう!（ラジオ大阪）
- ざこば・鶴瓶らくごのご
- 夫婦旅日記 さらば浪人 第19話「ひょうたんから駒の物語」（1976年、フジテレビ・勝プロ）